# Zosterops kuehni
El anteojitos de Ambon (Zosterops kuehni) es una especie de ave paseriforme en la familia Zosteropidae.

## Distribución geográfica y hábitat
Es endémica de Ambon, quizá, Ceram (Molucas).
Sus hábitats naturales son los bosques tropicales o subtropicales húmedos y los matorrales tropicales o subtropicales.

## Estado de conservación
Se encuentra amenazada por la pérdida de su hábitat natural.